# متسیموتلهابا، بوتسوانا
متسیموتلهابا (به انگلیسی: Metsimotlhaba) شهری در ناحیهٔ کوننگ کشور بوتسوانا است که در سال ۲۰۰۰ میلادی ۴٬۶۹۲ نفر جمعیت داشته که از این تعداد، ۲٬۱۶۲ نفر مرد و ۲٬۵۳۰ نفر زن بوده‌اند.